# Sean Sean
Sean Sean (il cui titolo originale è in realtà “Giù la testa”), anche noto come "scion scion", è un brano musicale composto da Ennio Morricone nel 1971 per la colonna sonora del film Giù la testa di Sergio Leone.
Il ripetersi incalzante del tema vocale "Sean Sean" con l'aggiunta della vocalizzazione melodica di Edda Dell'Orso rendono il brano inconfondibile ed assai noto, con un Morricone che miscela fischi, strumenti insoliti, eteree voci femminili, oggetti e rumori per arricchire le possibilità della musica da cinema.
Nel film, rivelando il suo nome all'amico Juan, l'irlandese protagonista risponde: “Sean (a bassa voce) – John (ad alta voce)”. Il tema musicale suggerisce, quindi, il nome (Sean) del protagonista.
Nel 2006, in occasione del 35º anniversario, la Cinevox ha rimasterizzato digitalmente il brano.